# Wisła Płock
Wisła Płock [ˈviswa ˈpwɔt͡sk] är en polsk fotbollsklubb från staden Płock. Klubben spelar för tillfället i den högsta serien Ekstraklasa. Klubben har en seger i polska cupen (2006) och har som bästa placering i den högsta serien Ekstraklasa en fjärdeplats från år 2005.

## Meriter
- Polska cupen (Puchar Polski): 2006
- Polska supercupen (Superpuchar Polski): 2006

## Spelare

### Spelartrupp
| Nr | Land      | Pos | Namn                                 |
| -- | --------- | --- | ------------------------------------ |
| 1  | Polen     | MV  | Krzysztof Kamiński                   |
| 2  | Polen     | F   | Damian Michalski                     |
| 3  | Serbien   | F   | Milan Obradović                      |
| 5  | Polen     | F   | Bartłomiej Sielewski                 |
| 6  | Polen     | MF  | Damian Rasak                         |
| 7  | Polen     | F   | Piotr Tomasik                        |
| 8  | Polen     | A   | Patryk Tuszyński                     |
| 9  | Polen     | A   | Dawid Kocyła                         |
| 10 | Georgien  | MF  | Giorgi Merebashvili                  |
| 11 | Polen     | A   | Piotr Pyrdoł                         |
| 13 | Polen     | MV  | Karol Szymkowiak                     |
| 14 | Polen     | A   | Mateusz Szwoch                       |
| 15 | Slovakien | MF  | Kristián Vallo (lån från MŠK Žilina) |
| 16 | Polen     | A   | Bartosz Zynek                        |
| 17 | Polen     | MF  | Hubert Adamczyk                      |
| 18 | Polen     | F   | Alan Uryga                           |
| 19 | Spanien   | A   | Airam Cabrera                        |
| 20 | Slovenien | A   | Luka Šušnjara                        |

| Nr | Land       | Pos | Namn                 |
| -- | ---------- | --- | -------------------- |
| 21 | Polen      | MF  | Rafał Wolski         |
| 23 | Slovakien  | MF  | Filip Lesniak        |
| 24 | Spanien    | F   | Ángel García         |
| 25 | Polen      | F   | Jakub Rzeźniczak     |
| 26 | Irland     | A   | Cillian Sheridan     |
| 27 | Norge      | MF  | Torgil Øwre Gjertsen |
| 31 | Polen      | MV  | Bartłomiej Żynel     |
| 32 | Polen      | MF  | Fryderyk Gerbowski   |
| 33 | Polen      | F   | Damian Zbozień       |
| 37 | Polen      | MF  | Mateusz Lewandowski  |
| 44 | Spanien    | F   | Julio Rodríguez      |
| 74 | Polen      | MF  | Jakub Witek          |
| 77 | Polen      | A   | Kacper Rogoziński    |
| 89 | Polen      | MF  | Aleksander Pawlak    |
| 94 | Montenegro | MF  | Dušan Lagator        |
| 96 | Polen      | MF  | Wojciech Szumilas    |
| 99 | Polen      | MV  | Bartłomiej Gradecki  |

### Berömda spelare som spelat i klubben
Polen
- Dariusz Gęsior
- Ireneusz Jeleń
- Radosław Matusiak
- Adrian Mierzejewski
- Sebastian Mila
- Marek Saganowski
- Marcin Wasilewski